# Ethel the Frog
Ethel the Frog est un groupe britannique de heavy metal, originaire de Kingston upon Hull, en Angleterre, actif entre 1976 et 1981.

## Histoire
Le groupe est formé en 1976, tirant son nom d'après un sketch des Monty Python, et se compose du chanteur et guitariste Doug Sheppard, du guitariste Paul Tognola, du bassiste Terry Hopkins et du batteur Paul Conyers. Après plusieurs démos, le single Eleanor Rigby, une reprise de la chanson éponyme des Beatles, sort en 1978 sur Best Records, avec la chanson Whatever Happened to Love comme face B. Le disque est tiré à 1 000 exemplaires. Le groupe donne ensuite des concerts, notamment au Humberside Open Air Festival. Ce concert est toutefois interrompu par la police au bout de 15 minutes à cause de plaintes de patients d'un hôpital voisin. 
Lors d'un concours de rock organisé par le magazine Melody Maker, le groupe attire l'attention du label EMI qui, avec l'aide de Neal Kay, cherchait un groupe approprié pour sa prochaine compilation,. Selon une autre source, le groupe aurait enregistré une démo au printemps 1980, qui aurait été envoyée à Ashley Goodall, qui recherchait des groupes pour le sampler d'EMI, et aurait ainsi été acceptée. Le sampler sort en 1980 sous le nom de Metal for Muthas, sur lequel on peut entendre le groupe avec la chanson Fight Back. Au début de la même année, EMI publie leur premier album éponyme, qui contient entre autres Fight Back et une nouvelle version de Eleanor Rigby. Toutes les chansons proviennent de différentes sessions d'enregistrement de la fin des années 1970. Au moment de la publication, le groupe commence à se désintégrer et se divise en deux camps, Conyers et Tognola fondant Salem et Hopkinson et Sheppard prévoyant de former un nouveau groupe, mais ne dépassant jamais ce stade. Après un ou deux derniers concerts au début de 1981, Ethel the Frog se sépare.

## Style musical
Selon Malc Macmillan dans The N.W.O.B.H.M. Encyclopedia, le groupe joue du heavy metal traditionnel dans le style de Alkatrazz (en), Mother's Ruin (de), Last Flight, et plus tard Quartz. La chanson Bleeding Heart du premier album rappelle la chanson Lochinvar de Hammerhead. Martin Popoff écrit dans The Collector's Guide of Heavy Metal Volume 2 : The Eighties, dans sa critique de l'album, que le groupe faisait partie de la première vague de la New Wave of British Heavy Metal. Le groupe propose un mélange de « bar boogie » mélangé à un heavy metal britannique traditionnel, dense et dépressif. Sur l'album, on peut entendre un mélange de Status Quo et des premiers Led Zeppelin, Moxy et Deep Purple. De plus, la musique serait détendue et lourde et serait propulsée par la basse. 

## Discographie
- 1978 : Eleanor Rigby (single, Best Records)
- 1980 : Ethel the Frog (album, EMI)